# Jaume Aragall i Garriga

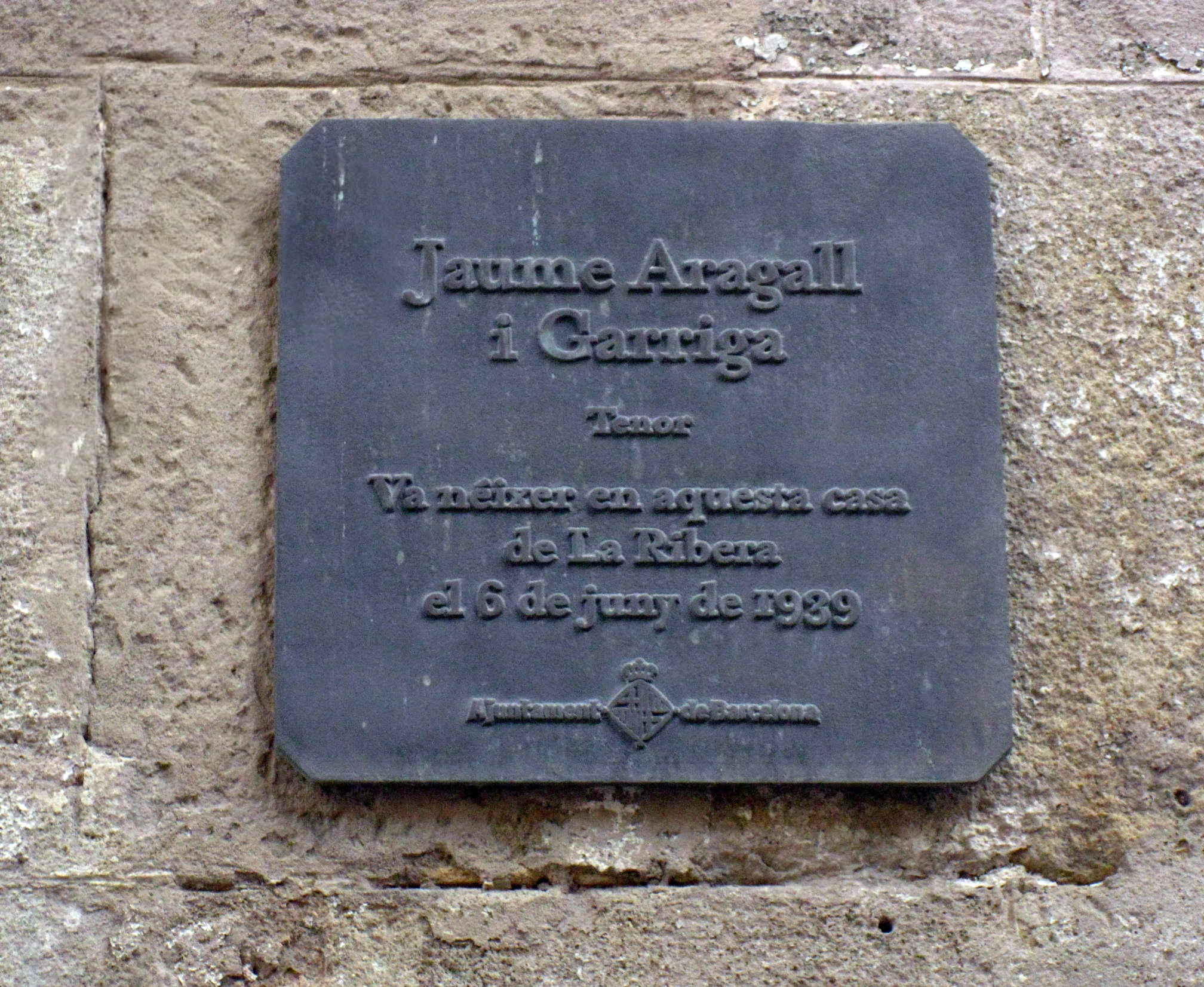
Placa commemorativa en la casa natal al número 30 del passeig del Born

Jaume Aragall i Garriga (Barcelona, 6 de juny de 1939) és un tenor d'òpera català considerat un dels millors tenors de la seva generació.

## Biografia
Després de cursar els estudis musicals inicials a Barcelona amb Jaume Francesc Puig, Aragall va traslladar-se a Milà amb una beca del Gran Teatre del Liceu per estudiar amb el mestre Vladimir Badiali i d'aquesta manera desenvolupà la seva carrera àmpliament a Itàlia, on l'Òpera gaudeix d'un gran reconeixement i el món operístic va apreciar la seva grandesa arribant a ésser considerat el tenor més gran de tots els temps, Giacomo Aragall, com se'l coneix arreu del món amb una veu privilegiada dotada d'una gran potència i bellesa a la vegada que d'una intensa expressivitat.

## Carrera internacional
L'any 1963 va guanyar el concurs de Veus Verdianes de Busseto i el mateix any va fer el seu debut a Itàlia, a l'escenari del Teatre La Fenice de Venècia amb Gerusalemme de Giuseppe Verdi i a La Scala de Milà amb L'amico Fritz de Mascagni. El gener de 1964 va cantar el paper d'Il Cavaliere a Cardillac de Paul Hindemith i Rodolfo en La bohème.
En les següents temporades va cantar al Liceu com a Rodolfo i en ràpida successió a l'Òpera Estatal Hongaresa, La Fenice, Gènova, Teatro Massimo de Palerm, Teatro Regio di Parma, Mòdena, Teatro di San Carlo de Nàpols, Teatro dell'Opera di Roma i Teatro Regio de Torí.
L'any 1966 va cantar el paper de Romeo en una memorable interpretació de I Capuleti e i Montecchi de Bellini a La Scala, amb Renata Scotto i el jove Luciano Pavarotti.
Importants debuts internacionals el van portar a l'Arena de Verona l'any 1965 com a Duc de Màntua en Rigoletto de Verdi, la Covent Garden i el Metropolitan Opera, ambdós l'any 1968, i a l'Òpera de San Francisco l'any 1973.
Des d'aleshores, Aragall ha freqüentat els més importants teatres cantant Lucia di Lammermoor, Madama Butterfly, La Favorita, La Traviata, Werther, Faust, Tosca, Manon, Don Carlos, Adriana Lecouvreur, Un ballo in maschera i Simon Boccanegra. En el seu repertori també inclou algunes obres poc habituals com ara Esclarmonde de Jules Massenet, de la que ha deixat un cèlebre enregistrament amb Joan Sutherland, o Caterina Cornaro de Gaetano Donizetti amb Montserrat Caballé.
Ha rebut nombrosos premis i distincions, com ara el títol de Kammersänger de la Wiener Staatsoper, la Medalla d'Or del Gran Teatre del Liceu de 1967, la Creu de Sant Jordi el 1984 i la Medalla d'Or de la Generalitat de Catalunya el 1997. El 2008 va guanyar el Premi Internacional Terenci Moix per la seva trajectòria. El 2022 va ser nomenat acadèmic d'honor de la Reial Acadèmia Catalana de Belles Arts de Sant Jordi.
L'any 1994 va fundar el Concurs Internacional de Cant Jaume Aragall.